# Städtisches Kaufhaus Leipzig

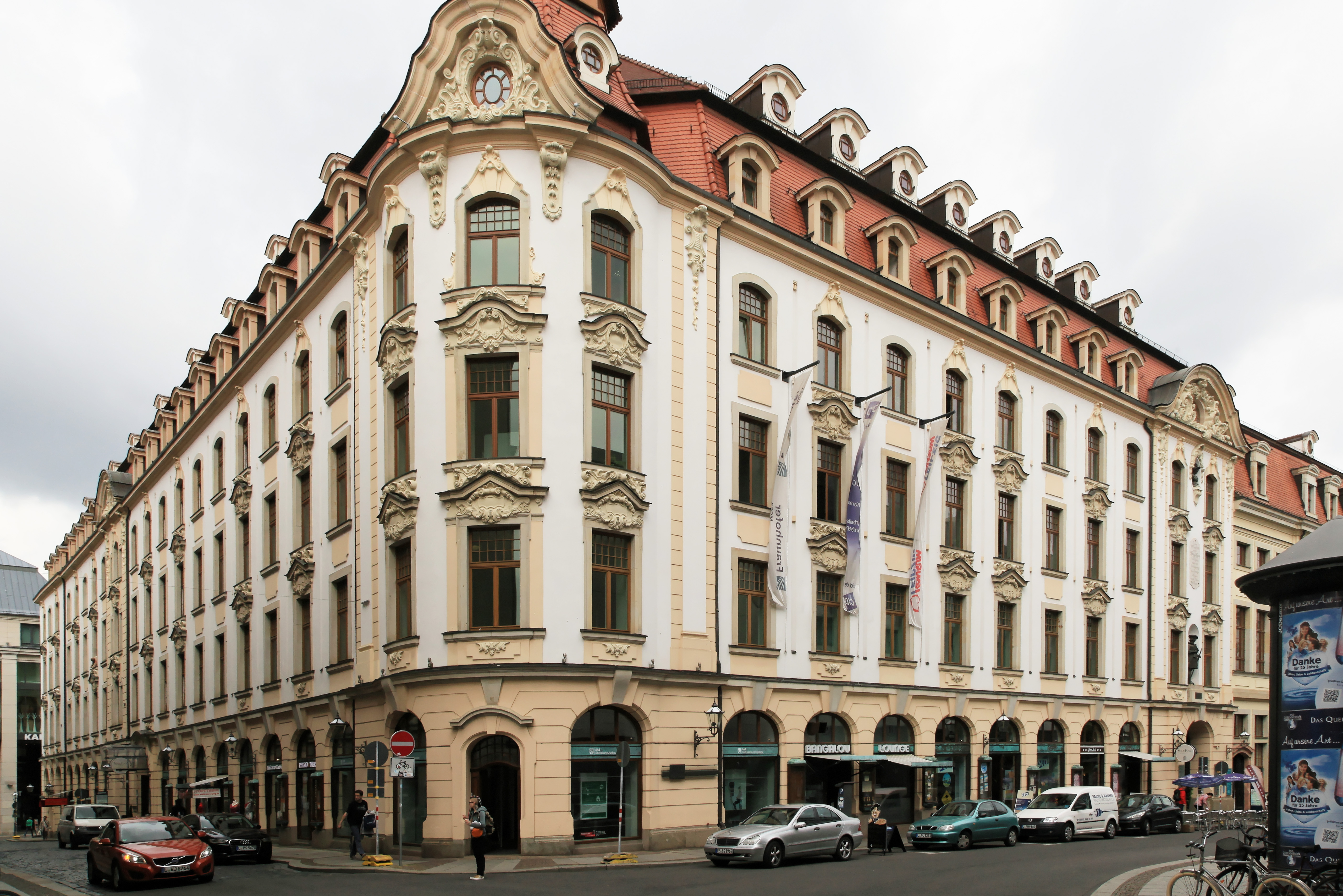
Städtisches Kaufhaus, Universitätsstraße 16, Ecke Kupfergasse in Leipzig (2015)

Das Städtische Kaufhaus ist ein ehemaliges Messehaus in der Leipziger Innenstadt; es wurde nach Plänen der Architekten Rayher, Korber und Müller in den Jahren 1894 bis 1901 in drei Bauabschnitten errichtet.

## Vorgeschichte

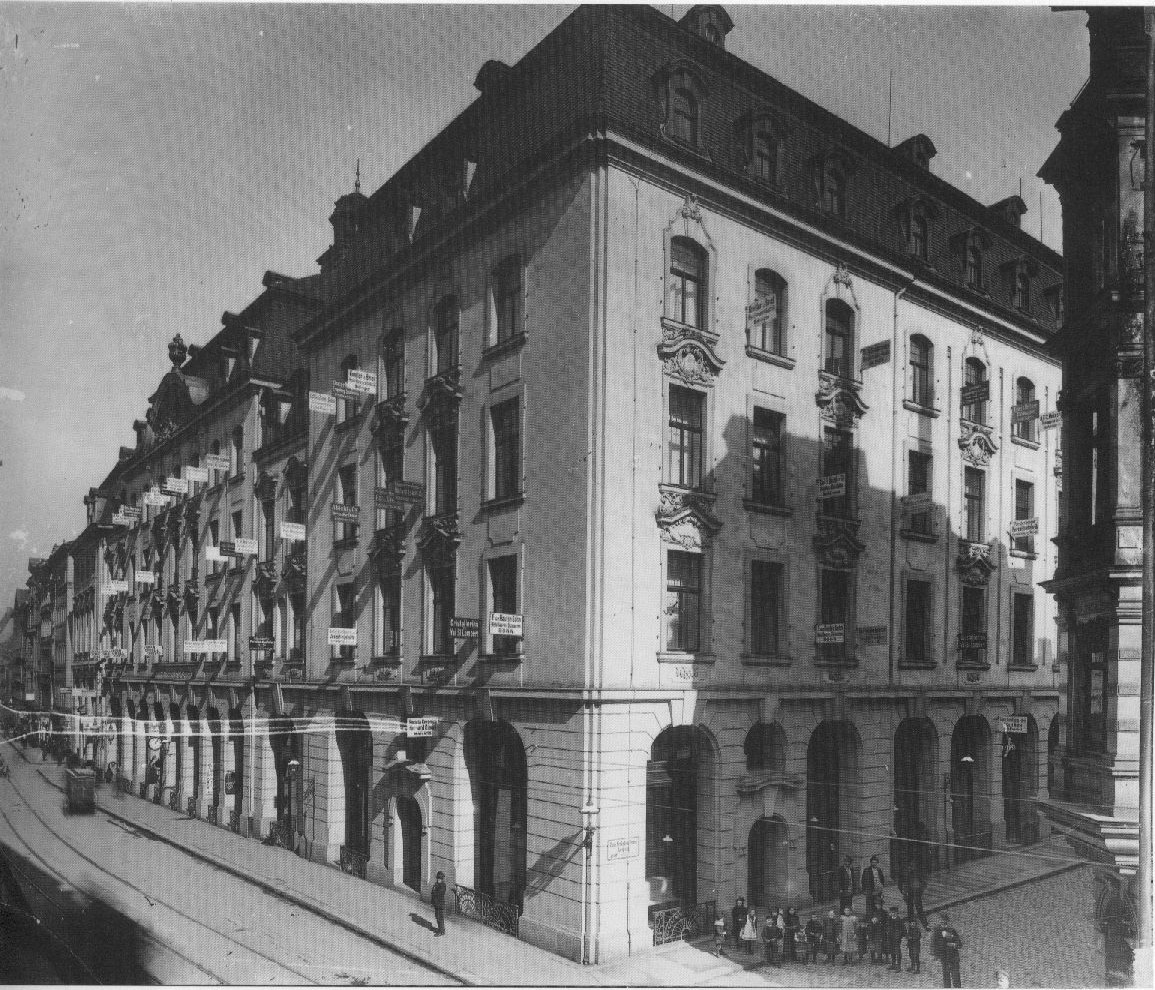
Das Messehaus Städtisches Kaufhaus am Neumarkt 9–19 nach 1901. Ungefähr gleicher Blickwinkel wie auf dem Bild von 1899.

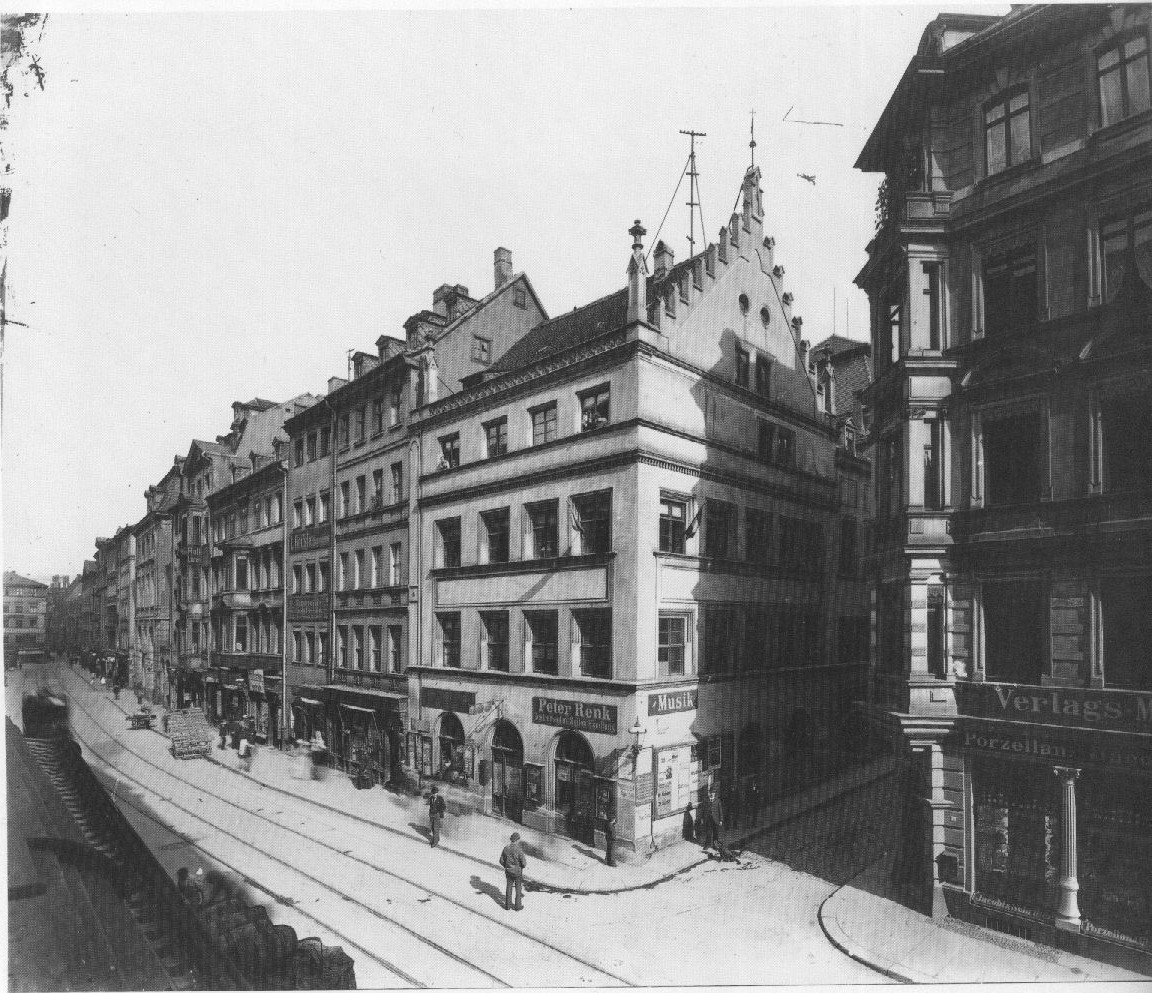
Das Kramerhaus in der Bildmitte (Neumarkt 31 Ecke Kupfergasse) wurde im Jahre 1899 wegen des Baus des Städtischen Kaufhauses an die Stadt Leipzig verkauft und noch im selben Jahr abgerissen.

Der Gebäudekomplex spiegelt wie kaum ein anderes Grundstück und Kulturdenkmal in der Leipziger Innenstadt mehr als 500 Jahre Leipziger Handels- und Kulturgeschichte wider. In den Jahren 1477 bis 1498 wurde an Gewandgäßchen und Universitätsstraße in L-Form das spätgotische Gewandhaus errichtet. Durch das kaiserliche Messeprivileg von 1497 wuchs die Bedeutung des Handels- und Messeplatzes Leipzig und damit auch des Gewandhauses, welches in der Größe den berühmten Krakauer Tuchhallen vergleichbar war. Die Messe war damals eine reine Warenmesse, d. h. die ausgestellten Waren wurden an Ort und Stelle gehandelt. Das Gewandhausorchester hatte seinen Sitz im Gewandhaus. Im von Johann Carl Friedrich Dauthe 1781 errichteten klassizistischen Gewandhaussaal an der Universitätsstraße, an welchen heute noch eine Plakette im Barocktreppenhaus des Städtischen Kaufhauses erinnert, musizierten zahlreiche bedeutende Künstler wie W. A. Mozart (am 12. Mai 1789), Felix Mendelssohn Bartholdy, Ignaz Moscheles, Clara Wieck, Livia Frege, Henriette Grabau oder Franz Liszt. Im hinteren Foyer des heutigen Gewandhauses befindet sich ein detailliertes Modell des alten Konzertsaales.
Ein Teil des Gewandhauses musste dann nach immerhin fast 250 Jahren weichen, als am Gewandgäßchen in den Jahren 1740 bis 1744 nach den Plänen von Friedrich Seltendorff die barocke Stadtbibliothek errichtet wurde. Teile dieses Gebäudes sind im heutigen Städtischen Kaufhaus erhalten. Durch die Umnutzung einer Etage der Stadtbibliothek zu Messezwecken im Jahre 1893 begann die Entwicklung des Städtischen Kaufhauses. Hintergrund des Umbaus war der Wandel der Messe von einer Warenmesse zu einer Mustermesse – die industriell, das heißt in Serie, gefertigten Produkte wurden dort den Händlern als Warenmuster vorgestellt und auf dieser Basis bestellt, also später geliefert. Anlässlich der Michaelismesse im August/September 1894 wurden die umgebauten Räume in Benutzung genommen. Diese neuen Mustermesslokale bewährten sich so gut, dass anschließend der Bau des Städtischen Kaufhauses als erstes Mustermessehaus (vermutlich weltweit, da die Leipziger Messe Impulsgeber für andere Messen in Deutschland und Europa war) in Angriff genommen wurde.

## Errichtung und Umbau

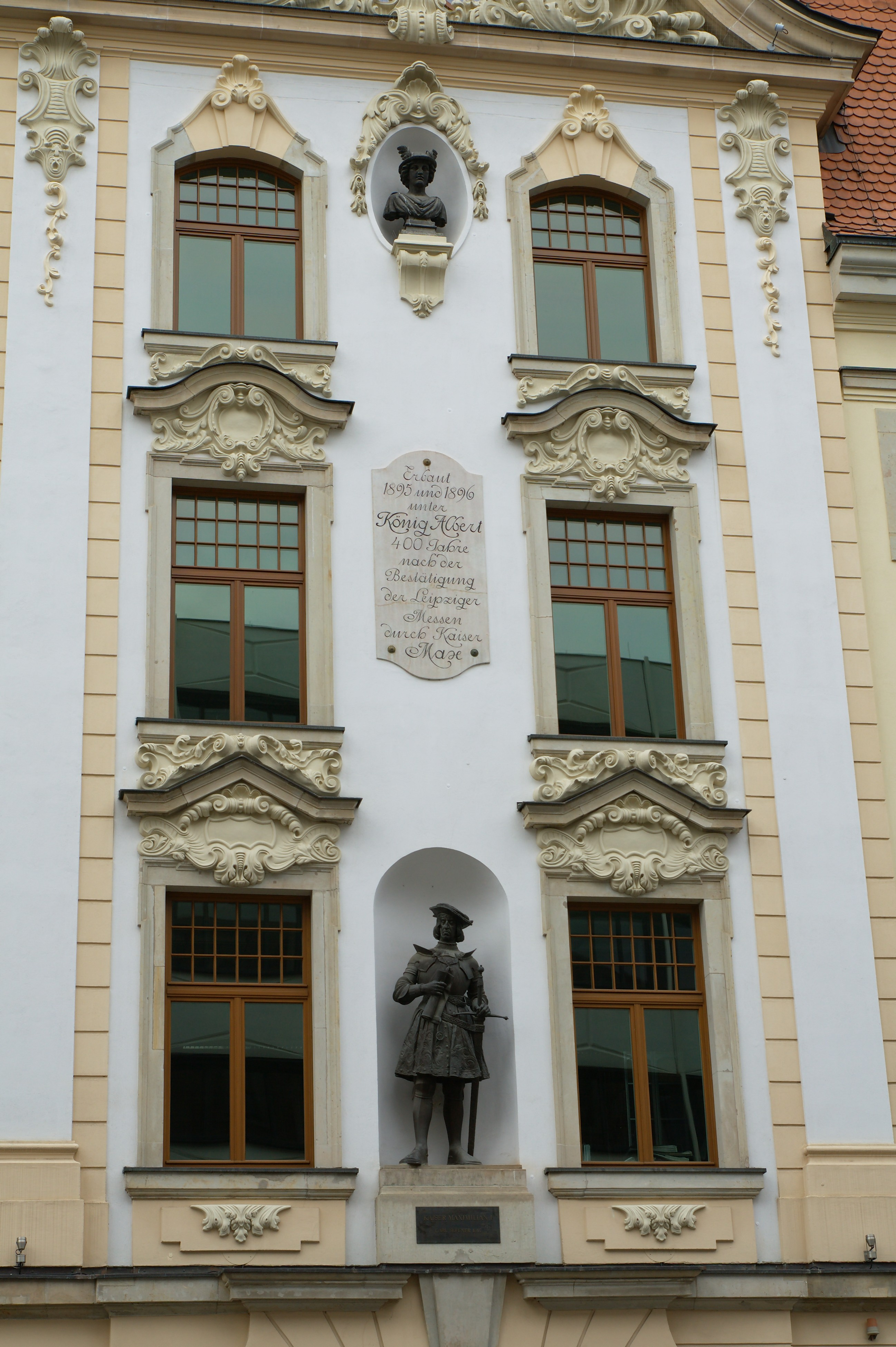
Maximilian-Statue von Carl Seffner (2011)

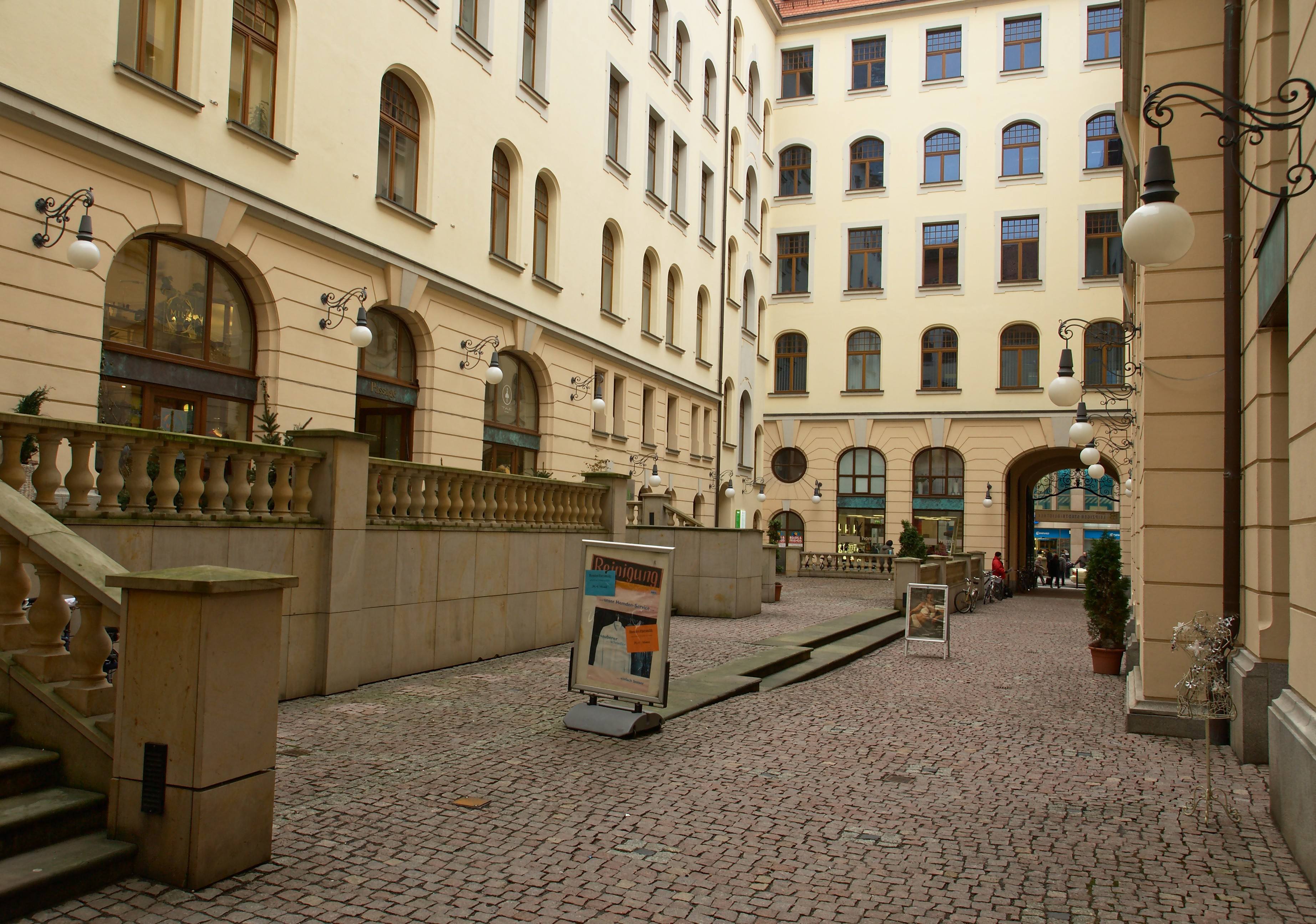
Ansicht Innenhof (2011)

Zunächst wurde 1894 die Stadtbibliothek insgesamt umgebaut. Im Anschluss wurde dann der Konzertsaal des Gewandhauses abgebrochen und an seiner Stelle ein neobarocker Neubau errichtet. Zum Schluss wurden die Gebäudeteile an der Kupfergasse errichtet. Die feinfühlig proportionierten Formen der neobarocken Fassade des Städtischen Kaufhauses, im Wechsel von hellen Sandsteinelementen und Putzflächen, lehnen sich an die Barockfassade der durch Umbau und Erweiterung für das Städtische Kaufhaus stilprägenden Stadtbibliothek an.
Im Städtischen Kaufhaus wurde erstmals das Prinzip des zwangsweisen Umlaufs, nämlich um den großen Innenhof und zwei Lichthöfe, realisiert. Nach diesem Vorbild wurden die meisten anderen Messehäuser errichtet, welche bis heute das Leipziger Stadtbild maßgeblich prägen. Im Unterschied zu den schlichteren, oft vom Reformstil geprägten Fassaden der anderen Messehäuser ist die Fassade des Städtischen Kaufhauses jedoch sehr viel prächtiger. Die Anmutung erinnert an mediterrane Stadtpalais. Ein erwähnenswertes Detail ist auch der im Treppenhaus A befindliche Personenaufzug aus dem Jahre 1901, der heute in rekonstruierter Form der älteste erhaltene Aufzug Leipzigs ist.
Bei den Bombenangriffen des Jahres 1943 wurde auch das Städtische Kaufhaus, wie viele angrenzende Gebäude, stark zerstört. In den Jahren 1948–1956 (Angaben variieren) fand eine teilweise Rekonstruktion des Südteils des Gebäudes statt. Etwa Mitte der 1980er Jahre wurde eine grundlegende Rekonstruktion des Nordflügels (ehemalige Stadtbibliothek) begonnen, jedoch durch die politische Wende im Jahre 1989 unterbrochen.

## Sanierung und heutiges Bild
Nach der Wiedervereinigung 1990 wurde das Städtische Kaufhaus 1992/1993 an Anno August Jagdfeld veräußert. Im Gegensatz zu anderen Projekten wie z. B. dem Hotel Adlon in Berlin oder dem Kempinski-Resort in Heiligendamm übernahm er dieses Objekt in sein Privatvermögen, statt es über die Fundus-Gruppe als geschlossenen Fonds zu platzieren. Das Gebäude wurde in den Jahren 1993 (Bauantrag) bis 1996 (Fertigstellung) grundlegend saniert. Neben dem Innenhof ist als besondere Sehenswürdigkeit die an der Seite zur Universitätsstraße gelegene von Carl Seffner geschaffene 2,20 Meter hohe Bronzestatue des Kaisers Maximilian I. zu nennen, welche anlässlich des 400-jährigen Jubiläums der Verleihung des kaiserlichen Messeprivilegs im Jahr 1897 aufgestellt wurde.
Auch aus Sicht der heutigen Nutzung ist der Name „Städtisches Kaufhaus“ insofern irreführend, als das Gebäude kein Kaufhaus, sondern eine Mischung von Einzelhandels- und Gastronomieflächen sowie Büroflächen beherbergt. Die Vermietung gestaltete sich zunächst schleppend. Im Jahre 2005 wurden in den Untergeschossen des Objekts eine Tiefgarage und ein Veranstaltungslokal eröffnet.
Am 26. August 2005 wurde im Städtischen Kaufhaus die Straße der Stars eröffnet. Diese vom „Leipzig Tourist Service“ konzipierte Ausstellung umfasst Handabgüsse und persönliche Gegenstände prominenter Personen aus Politik (z. B. Hinrich Lehmann-Grube), Kultur (z. B. Kurt Masur, Herbert Blomstedt), Sport (z. B. Michael Schumacher, Franziska van Almsick, Max Schmeling) und Unterhaltungsgeschäft (z. B. Mariah Carey, Thomas Gottschalk). Im Jahre 2009 ist die Ausstellung wieder entfernt worden.
Vom Wintersemester 2005/2006 bis zum Sommersemester 2009 beherbergte das Städtische Kaufhaus zudem das Interims-Hörsaalgebäude der Universität Leipzig. Seit Ende 2009 bezog zudem die Stadtbibliothek während der zweijährigen Umbauzeit als Interim das Städtische Kaufhaus.